# Nikki Oude Elferink
Nikki Oude Elferink (ur. 6 sierpnia 1985 w Amsterdamie) – holenderska wioślarka.

## Osiągnięcia
- Mistrzostwa Europy – Poznań 2007 – ósemka – 6. miejsce[1].